# Javier Otero
Javier Otero (Cumaná, Estado Sucre, Venezuela de 2002) es un futbolista venezolano que juega como portero en el Orlando City de la Major League Soccer.

## Orlando City
Otero se unió a la academia USSDA del Orlando City de la MLS en 2018. Hizo su debut con el filial de reserva del club, Orlando City B, el 24 de octubre de 2020, comenzando con una derrota por 4-1 ante Greenville Triumph en la USL League One.
El 15 de junio de 2022, Otero firmó un contrato a corto plazo con la MLS para participar en el partido de Orlando City contra New England Revolution en ausencia del suplente regular Mason Stajduhar. No fue incluido en el equipo de la jornada detrás de Pedro Gallese y Adam Grinwis.

## Vida personal
Nacido en Venezuela, Otero también tiene la nacionalidad española.